# Черничко Йосип Іванович
Черничко Йосип Іванович (* 1948) — український орнітолог, доктор біологічних наук, природоохоронний діяч.

## Біографічні відомості
Йосип Іванович народився 28 листопада 1948 р. Закінчив Одеський державний університет, 3 роки працював у підрозділах Мінздраву СРСР на території Узбекистану. З 1975 р. — викладач Одеського університету. З 1988 р. — керівник Азово-Чорноморської орнітологічної станції. З 1997 р. також виконує обов'язки заступника ННІ біорізноманіття наземних та водних екосистем при Мелітопольському державному педагогічному інституті, куди окремим сектором входить Орнітологічна станція. Провідний науковий співробітник Інституту зоології ім. І. І. Шмальгаузена НАН України. У 2011 р. захистив докторську дисертацію.

## Наукова діяльність
Галузь наукових інтересів — популяційна та еволюційна екологія птахів, міграції. Головний редактор щорічного збірника наукових праць Азово-Чорноморської орнітологічної станції «Бранта», член редколегії журналу «Вестник зоологии».
У рамках діяльності програм Wetlands International-AEME є координатором моніторингових робіт з навколоводних птахів в межах 7 Причорноморських країн. З 1993 р. є членом Національної комісії з рідкісних видів при Міністерстві екології та природних ресурсів України, обраний членом-кореспондентом Української екологічної Академії наук, є членом багатьох громадських орнітологічних організацій.
Докторська дисертація (2011) на тему: «Значення Азово-Чорноморського узбережжя України в підтримці структури трансконтинентальних міграційних шляхів куликів у Східній Європі».
Автор понад 120 наукових робіт, серед яких 6 монографій. Редактор трьох наукових збірників з орнітології.
Серед них:
- Колониальные гидрофильные птицы юга Украины. — К.: Наук. думка, 1988.
- Лиманно-устьевые комплексы Причерноморья. — Л: Наука, 1984.